# Asedio de Kamaca
El asedio de Kamaca por el Califato abasí tuvo lugar en el otoño del 766 y consistió en un cerco de la fortaleza bizantina de Kamaca —de notable importante estratégica y situada en la orilla oriental del Éufrates— así como en una incursión gran envergadura a través de Capadocia llevada a cabo por parte del ejército de invasión abasí. Las dos maniobras fracasaron. El asedio se prolongó hasta el invierno, cuando los árabes lo abandonaron; la otra fuerza árabe fue rodeada y luego vencida por los bizantinos. Esta campaña fue una de las primeras operaciones de gran envergadura emprendida por los abasíes contra Bizancio y es una de las escasas campañas de las guerras árabo-bizantinas de las que se ha conservado información detallada, aunque apenas se menciona en las fuentes árabes y bizantinas.

## Circunstancias
Después de las guerras civiles omeyas de al década de 740 y los disturbios de la revolución abasí, los bizantinos encabezados por Constantino V (que reinó entre el 741 y el 775) retomaron la iniciativa en la frontera oriental y emplearon una estrategia ofensiva (aunque limitada) contra el imperio musulmán. Más que lanzarse a la reconquista, las deportaciones de poblaciones fronterizas de buscaban principalmente crear un territorio intermedio despoblado entre los dos imperios que protegiese Asia Menor y obstaculizase las incursiones musulmanas contra el núcleo del territorio bizantino. Entre las fortalezas tomadas por los bizantinos en 754-755 figuraba la de Kamaca. Ubicada en un lugar estratégico, en una meseta a orillas del alto Éufrates, se encontraba en el extremo oriental del territorio bizantino y, desde su primera conquista por los árabes en el 679, había cambiado de manos varias veces.
Después de haber derrocado a los omeyas, la nueva dinastía abasí retomó rápidamente los ataques de sus predecesores contra el Imperio bizantino. La primera ofensiva tuvo lugar en el 756. A pesar de algunas victorias de los dos bandos, entre ellas una importante de los árabes en el 760, los cinco años que siguieron a esta última fueron relativamente tranquilos. Constantino V estaba enfrascado en combatir a los búlgaros y el Califato abasí se concentró aplastar diversas rebeliones y en luchar contra las incursiones jázaras.

## Sitio
A principios del 766, se realizó un intercambio de prisioneros entre los dos imperios al oeste de Cilicia, al que siguió una reanudación de las hostilidades a gran escala. En el mes de agosto, un gran ejército abasí, que comprendía contingentes de diferentes nacionalidades y mandaban al-Abbas Ibn Muhammed (hermano del califa Al-Mansur) y al-Hasan ibn Qahtaba, invadió el territorio bizantino desde la Mesopotamia superior. Tenía por meta Kamaca. La campaña la describen brevemente los historiadores musulmanes como Al-Tabari; más detalle sobre ella contienen las fuentes sirias cristianas, en especial la Crónica de Zuqnin, escrita por un fraile del monasterio homónimo.
El ejército abasí no encontró resistencia alguna en su avance y se dedicó al saqueo de camino a la fortaleza. Una vez llegado ante esta, comenzó a construir maquinarias de asedio e trató de llenar el foso, pero las máquinas enemigas estorbaron el avance de los sitiadores. Los abasíes lanzaron un ataque sorpresa nocturno contra una sección de la fortificación que carecía de muralla. Sin embargo, los bizantinos repelieron el ataque lanzando vigas con piedras atadas contra los asaltantes.
Entonces los musulmanes dividieron sus fuerzas. El grueso del ejército, dirigido por Abbas, permaneció ante Kamaca para proseguir el asedio, mientras que el resto de las tropas (una fuerza de cincuenta mil hombres, según el cronista, cifra claramente excesiva) se envió a correr el territorio bizantino, internándose en él y alejándose de la frontera. El cerco continuó a lo largo del otoño y los árabes que, por costumbre, no habían llevado muchos víveres, comenzaron a sufrir escasez de estos. Finalmente, establecieron un mercado para los comerciantes de la región de Mesopotamia superior y los de los alrededores para satisfacer sus necesidades de abastecimiento. Sin embargo, al aproximarse el invierno, el ejército árabe tuvo que levantar el asedio y replegarse hacia el sur; quemó antes el importante mercado, para impedir que cayese en manos de los bizantinos.
La otra mitad del ejército árabe corrió una suerte mucho peor. Sin guías para atravesar la región, numerosos hombres perecieron de hambre y sed durante la travesía de tierras desérticas antes de alcanzar las llanuras fértiles de Capadocia en torno a Cesarea. Después de haber saqueado la región y haberse encaminado luego hacia el sur, a Siria, la hueste musulmana se topó con otra bizantina compuesta por doce mil hombres que solicitó inmediatamente refuerzos. Los bizantinos lanzaron a continuación un ataque nocturno que resultó victorioso y les permitió recuperar el botín obtenido por los árabes en sus correrías. Los soldados supervivientes del ejército abasí se divirieron: unos huyeron con uno de sus jefes, Radad, en dirección a Melitene. Otros cinco mil, encabezados por Mālik ibn Tawq, se refugiaron en Qaliqala. La Crónica de Zuqnin obtuvo su información de este segundo grupo. Como comenta el historiador Hugh N. Kennedy: «Estamos probablemente más cerca de la realidad de la guerra de frontera, con su confusión, sus penalidades y sus fracasos en este relato que en las versiones cortas y depuradas proporcionadas de los historiadores árabes».

## Consecuencias
A pesar de este fracaso, la presión árabe comenzó a incrementarse progresivamente, sobre todo después del saqueo de Laodicea Combusta en el 770. Los bizantinos aún fueron capaces de emprender contraataques notables y de lograr algunas victorias, pero, en el 782, el califa movilizó sus recursos y realizó una gran ofensiva acaudillada por Harún al-Rashid, el heredero al trono. Esta obligó al Imperio bizantino a aceptar una tregua de tres años y el pago de un oneroso tributo. Cuando los combates se reanudaron en el 785, los abasíes gozaron de la supremacía militar hasta el estallido de la guerra civil abasí a la muerte de Harún en el 809. A pesar de ello, la dura resistencia bizantina desbarató cualquier posibilidad de conquista de importancia. La guarnición armenia rindió la fortaleza de Kamaca a los árabes en el 793, pero los bizantinos la recuperaron tras la muerte de Harún. Los árabes la retomaron nuevamente en el 822, antes de la reconquista final bizantina del 851..